# Velika nagrada Švice 1939
Velika nagrada Švice 1939 je bila četrta in zadnja dirka evropskega avtomobilističnega prvenstva v sezoni 1939. Potekala je 25. julija 1939 na švicarskem dirkališču Bremgarten.

## Poročilo

### Pred dirko
Organizatorji dirke so v želji, da bi se dirke udeležili tudi italijasnki dirkači, dirko izpeljali v dveh preddirkah, eni za dirkače razreda Grand Prix, drugi za dirkače razreda Voiturette, in finalu za najhitrejše dirkače obeh razredov skupaj. Moštvi Mercedes-Benz in Auto Union sta na dirko poslali po štiri dirkalnike. Auto Unionov dirkač, Georg Meier, je bil poškodovan. Kot četrti Mercedesov dirkač je tokrat štartal Hans Hartmann. Moštvo Ecurie Lucy O'Reilly Schell je nastopilo z dirkalniki Maserati 8CTF, ki so jih kupili od tovarniškega moštva. Nastopalo je še nekaj lokalnih dirkačev, tudi Emmanuel de Graffenried. Alfa Corse je na dirko poslalo dva dirkalnika Alfa Romeo 158 za Giuseppeja Farino in Clementa Biondettija. To je bila že tretja dirka za moštvo v treh tednih, za to dirko so imeli dirkalniki boljše hladilnike in širšo šasijo. Maserati se uradno dirke ni udeležil. sta se pa dirke udeležila Paul Pietsch in Giovanni Rocco s tovarniškima dirkalnikoma Maserati 4CL. S privatnima dirkalnikoma enakega tipa sta nastopala tudi John Wakefield in Ettore Bianco. Hermann Lang je bil najhitrejši vse tri dni prostih treningov in osvojil je najboljši štartni položaj, drugi najhitrejši je bil Manfred von Brauchitsch, tretji najhitrejši pa presenetljivo Farina z dirkalnikom razreda Voiturette. 

### Preddirki
Na štartu preddirke razreda Voiturette je povedel Farina, ki so mu sledili Rocco, Pietsch in Biondetti. S stoječega štarta je Farina že v prvem krogu postavil nov rekord steze za dirkalnike Voiturette in bežal ostalim. Njegov moštveni kolega, Biondetti, je kmalu prehitel Pietscha, v petem krogu pa še Rocca za dvojno vodstvo Alfe Romeo. Po desetih krogih je imel Farina že osemindvajset sekund prednosti. V zadnjem delu dirke se je Wakefield prebijal v ospredje, na koncu je osvojil tretje mesto, vodilna dirkača pa sta zadržala svoja položaja do cilja. V finale so se uvrstili še Rocco, Pietsch in Robert Ansell. 
Na štartu preddirke razreda Grand Prix okoli poldneva je vodstvo prevzel Lang in ga zadržal vse do cilja. Rudolf Caracciola je osvojil drugo mesto, postavil je tudi najhitrejši krog preddirke, tretji je bil Tazio Nuvolari, četrti pa še četrti Mercedesov dirkač, Hans Hartmann. V finale se je uvrstilo najboljših enajst dirkačev. 

### Finale
Pred štartom finalne dirke je pričelo močneje deževati. Na štartu je povedel Lang, na drugem mestu pa je bil po koncu prvega kroga presenetljivo Farina z zaostankom petih sekund. Za njima so bili uvrščeni še Caracciola, Nuvolari, von Brauchitsch, Rudolf Hasse in Biondetti. Med tem ko je vodilni Lang bežal dve sekundi na krog, je Farina zadrževal vse ostale dirkalnike za seboj. Dež je prenehal in v sedmem krogu je Caracciola le uspel prehiteti Farino ter se podal v lov za vodilnim. Zdaj se je von Brauchitsch trudil prehiteti Farino, takoj za njim pa sta bila še Hasse in Nuvolari. Steza je bila še mokra in Caracciola, ki je bil znan kot specialist za dežne dirke in je živel v Švici, je ob spodbudi gledalcev lovil Langa. Do dvajsetega kroga je razliko uspel zmanjšati na dvanajst sekund, Farino pa so sedaj uspeli prehiteti tudi Auto Unionovi dirkači, razen Hasseja, ki je odstopil. Alfred Neubauer, športni direktor Mercedesa, je miril oba vodilna dirkača naj upočasnita, toda Caracciola se za to ni menil. Langova žena, ki je stala poleg Neubauerja, je svojemu možu mahala, naj pospeši. Štiri kroge do cilja je bila razlika šest sekund, pred začetkom zadnjega kroga pa le še dve sekundi. Oba dirkača sta dirkala na meji, Lang je v zadnjem krogu s časom 2:38,4 postavil najhitrejši krog dirke in zmagal tri sekunde pred Caracciolo. Von Brauchitsch je bil tretji za trojno zmago Mercedesa, Müller je bil četrti, Nuvolari pa peti. Farina je na koncu osvojil sedmo mesto, pred več dirkalniki razreda Grand Prix z dvakrat večjo delovno prostornino motorjev. 

## Rezultati

### Preddirka razredaVoiturette
| Poz | Št | Dirkač             | Moštvo                       | Dirkalnik      | Krogi | Čas/Odstop | Št. m. |
| --- | -- | ------------------ | ---------------------------- | -------------- | ----- | ---------- | ------ |
| 1   | 64 | Giuseppe Farina    | Alfa Corse                   | Alfa Romeo 158 | 20    | 56:28,0    | 1      |
| 2   | 66 | Clemente Biondetti | Alfa Corse                   | Alfa Romeo 158 | 20    | + 37,0 s   | 5      |
| 3   | 54 | John Wakefield     | Privatnik                    | Maserati 4CL   | 20    | + 1:08,9   | 4      |
| 4   | 60 | Giovanni Rocco     | Privatnik                    | Maserati 4CL   | 20    | + 1:46,9   | 2      |
| 5   | 40 | Paul Pietsch       | Privatnik                    | Maserati 4CL   | 19    | +1 krog    | 3      |
| 6   | 48 | Robert Ansell      | Privatnik                    | ERA B          | 19    | +1 krog    | 8      |
| 7   | 44 | Leonhard Joa       | Süddeutsche Renngemeinschaft | Maserati       |       |            | 7      |
| 8   | 50 | Allen Pollock      | Privatnik                    | ERA A          |       |            | 6      |
| Ods | 56 | Guido Barbieri     | Privatnik                    | Maserati       |       |            | 10     |
| Ods | 46 | Marc Horvilleur    | Privatnik                    | Maserati 6CM   |       |            | 9      |
| DNA | 42 | Heinz Dipper       | Süddeutsche Renngemeinschaft | Maserati 6CM   |       |            |        |
| DNA | 52 | Tony Rolt          | Privatnik                    | ERA B          |       |            |        |
| DNA | 58 | Ettore Bianco      | Privatnik                    | Maserati 4CL   |       |            |        |
| DNA | 62 | Emilio Romano      | Privatnik                    | Maserati 6CM   |       |            |        |
| DNA | 68 | Arialdo Ruggeri    | Scuderia Ambrosiana          | Maserati 6CM   |       |            |        |
| DNA | 70 | Piero Taruffi      | Scuderia Ambrosiana          | Maserati 4CL   |       |            |        |

### Preddirka razredaGrand Prix
| Poz | Št | Dirkač                  | Moštvo                      | Dirkalnik           | Krogi | Čas/Odstop | Št. m. |
| --- | -- | ----------------------- | --------------------------- | ------------------- | ----- | ---------- | ------ |
| 1   | 16 | Hermann Lang            | Daimler-Benz AG             | Mercedes-Benz W154  | 20    |            | 1      |
| 2   | 14 | Rudolf Caracciola       | Daimler-Benz AG             | Mercedes-Benz W154  | 20    | + 4,8 s    | 3      |
| 3   | 10 | Manfred von Brauchitsch | Daimler-Benz AG             | Mercedes-Benz W154  | 20    |            | 2      |
| 4   | 6  | Tazio Nuvolari          | Auto Union                  | Auto Union D        | 20    |            | 5      |
| 5   | 12 | Hans Hartmann           | Daimler-Benz AG             | Mercedes-Benz W154  | 20    |            | 8      |
| 6   | 8  | Hans Stuck              | Auto Union                  | Auto Union D        | 19    | +1 krog    | 4      |
| 7   | 4  | Hermann Paul Müller     | Auto Union                  | Auto Union D        | 19    | +1 krog    | 7      |
| 8   | 2  | Rudolf Hasse            | Auto Union                  | Auto Union D        | 19    | +1 krog    | 6      |
| 9   | 28 | René Dreyfus            | Ecurie Lucy O'Reilly Schell | Maserati 8CTF       | 19    | +1 krog    | 9      |
| 10  | 32 | Kenneth Evans           | Privatnik                   | Alfa Romeo Tipo B   | 18    | +2 kroga   | 11     |
| 11  | 72 | Toulo de Graffenried    | Privatnik                   | Maserati 6C-34      | 18    | +2 kroga   | 10     |
| 12  | 18 | Robert Mazaud           | Privatnik                   | Delahaye T135CS     | 17    | +3 krogi   | 12     |
| Ods | 24 | Max Christen            | Privatnik                   | Maserati 26B        |       |            | 13     |
| Ods | 30 | Raph                    | Ecurie Lucy O'Reilly Schell | Maserati 6C-34      |       |            | ?      |
| DNA | 20 | Raymond Sommer          | Privatnik                   | Alfa Romeo Tipo 308 |       |            |        |
| DNA | 20 | Luigi Chinetti          | Ecurie Lucy O'Reilly Schell | Maserati 8CTF       |       |            |        |
| DNA | 26 | ?                       | Ecurie Lucy O'Reilly Schell | Maserati 8CTF       |       |            |        |

### Finale
Dirkalniki tipa Voiturette so označeni s poševnim tiskom.
| Poz | Št | Dirkač                  | Moštvo                      | Dirkalnik          | Krogi | Čas/Odstop  | Št. m. | Toč |
| --- | -- | ----------------------- | --------------------------- | ------------------ | ----- | ----------- | ------ | --- |
| 1   | 16 | Hermann Lang            | Daimler-Benz AG             | Mercedes-Benz W154 | 30    | 1:24:47,6   | 1      | 1   |
| 2   | 14 | Rudolf Caracciola       | Daimler-Benz AG             | Mercedes-Benz W154 | 30    | + 3,1 s     | 2      | 2   |
| 3   | 10 | Manfred von Brauchitsch | Daimler-Benz AG             | Mercedes-Benz W154 | 30    | + 1:09,9    | 3      | 3   |
| 4   | 4  | Hermann Paul Müller     | Auto Union                  | Auto Union D       | 30    | + 2:13,7    | 9      | 4   |
| 5   | 6  | Tazio Nuvolari          | Auto Union                  | Auto Union D       | 30    | + 2:25,0    | 4      | 4   |
| 6   | 12 | Hans Hartmann           | Daimler-Benz AG             | Mercedes-Benz W154 | 29    | +1 krog     | 5      | 4   |
| 7   | 64 | Giuseppe Farina         | Alfa Corse                  | Alfa Romeo 158     | 29    | +1 krog     | 6      | 4   |
| 8   | 28 | René Dreyfus            | Ecurie Lucy O'Reilly Schell | Maserati 8CTF      | 28    | +2 kroga    | 13     | 4   |
| 9   | 66 | Clemente Biondetti      | Alfa Corse                  | Alfa Romeo 158     | 28    | +2 kroga    | 8      | 4   |
| 10  | 8  | Hans Stuck              | Auto Union                  | Auto Union D       | 28    | +2 kroga    | 7      | 4   |
| 11  | 32 | Kenneth Evans           | Privatnik                   | Alfa Romeo Tipo B  | 27    | +3 krogi    | 16     | 4   |
| 12  | 54 | John Wakefield          | Privatnik                   | Maserati 4CL       | 26    | +4 krogi    | 11     | 4   |
| 13  | 48 | Robert Ansell           | Privatnik                   | ERA B              | 25    | +5 krogov   | 15     | 4   |
| Ods | 72 | Toulo de Graffenried    | Privatnik                   | Maserati 6C-34     | 22    |             | 17     | 5   |
| Ods | 2  | Rudolf Hasse            | Auto Union                  | Auto Union D       | 20    | Meh. okvara | 10     | 5   |
| Ods | 40 | Paul Pietsch            | Privatnik                   | Maserati 4CL       | 7     |             | 14     | 7   |
| Ods | 60 | Giovanni Rocco          | Privatnik                   | Maserati 4CL       | 3     |             | 12     | 7   |